# Pancerniki typu South Dakota (1941)
Dwa typy pancerników były nazwane od okrętów noszących nazwę USS "South Dakota". Aby zobaczyć typ jednostek, których budowa została anulowana przed wodowaniem zobacz Pancerniki typu South Dakota (1920).
Pancerniki typu South Dakota – amerykański typ szybkich pancerników zbudowanych jako modyfikacja wcześniejszego typu pancerników typu North Carolina. Cztery pancerniki – USS "South Dakota", "Indiana", "Massachusetts" i "Alabama" – o wyporności standardowej 35 000 ton z 9 działami 406 mm L/45, zostały zwodowane w latach 1939–1940.

## Opis konstrukcji
Cztery pancerniki typu South Dakota miały być pierwotnie częścią grupy sześciu planowanych jednostek typu  North Carolina, z działami artylerii głównej kalibru 356 mm (14-in) i opancerzeniem zapewniającym ochronę przeciwko pociskom tego samego kalibru. Po rozpoczęciu budowy dwóch pierwszych jednostek tego typu – USS „North Carolina” (BB-55) i USS „Washington” (BB-56) – postanowiono jednak zwiększyć opancerzenie kolejnych czterech okrętów, umożliwiając mu ochronę przed pociskami 406 mm (16-in), zwiększając jednocześnie kaliber dział do tego samego rozmiaru. Z uwagi na zakres wiążących się z tym koniecznych zmian konstrukcji, cztery kolejne okręty zostały sklasyfikowane jako odrębny typ South Dakota. Nowe jednostki o długości 207 metrów (680 stóp) miały być krótsze od swoich okrętów siostrzanych o długości 222 metrów, co przy zachowaniu tej samej wyporności pozwoliło na lepsze opancerzenie. Nadto, unikalne połączenie konstrukcji kadłuba i dystrybucji mas, umożliwiło powstanie jednych z najbardziej manewrowych okrętów wśród amerykańskich pancerników.
Ulepszono także wewnętrzny pancerz burtowy, który miał zabezpieczać najważniejsze części okrętów przed ogniem dział 406 mm, ulepszono także położenie wałów napędowych okrętu. Polepszono zabezpieczenia przeciwtorpedowe na burtach okrętu i zwiększono moc siłowni, aby mogły przy krótszym kadłubie osiągać tę samą prędkość 27 węzłów (50 km/h). W porównaniu do swoich siostrzanych okrętów, pancernik USS "South Dakota" (BB-57) miał dodatkowe pomieszczenia dla sztabu w razie wykorzystywania jako okręt flagowy oraz nie miał dwóch dwulufowych wież dział kalibru 127 mm.

## Służba operacyjna
Okręty tego typu zostały ukończone pomiędzy marcem a sierpniem 1942, wzmacniając, uszczuploną atakiem na Pearl Harbor i pierwszą fazą wojny na Pacyfiku, United States Navy i przez to siły alianckie w krytycznym momencie wojny. W 1942 i 1943 okręty stanowiły straż atlantycką na wypadek rajdów niemieckich pancerników, wzięły udział w inwazji na Północną Afrykę. Po rozpoczęciu kampanii na Wyspach Salomona na Pacyfiku, okręty te bardzo dobrze sprawdzały się jako jednostki obrony przeciwlotniczej w eskorcie lotniskowców. W trakcie bitwy pod Santa Cruz, w której zatopiony został USS „Hornet” (CV-8), płynąca w eskorcie USS „Enterprise” (CV-6) „South Dakota”, zestrzeliła 26 z atakujących okręt flagowy Task Force 61 japońskich samolotów adm. Chūichi Nagumo, w decydującej mierze przyczyniając się do ocalenia „Big E”.
W walkach wokół Guadalcanalu, „South Dakota” wzięła także udział w II bitwie pod Guadalcanalem – jednej z dwóch bitew pancerników podczas wojny na Pacyfiku – gdy skutkiem spowodowanej błędem ludzkim rozległej awarii systemu elektrycznego, została uszkodzona ogniem pancernika „Kirishima” i 12 innych okrętów japońskich. W bitwie rozstrzygniętej ogniem USS „Washington” (BB-56) – który zatopił „Kirishimę” – pas pancerny „South Dakoty” nie został ani raz przebity z niewielkiej odległości ogniem 356-milimetrowych dział okrętu adm. Nobutake Kondō, i nie została zagrożona jej pływalność.
Kiedy wojska amerykańskie rozpoczęły ofensywę na Centralnym Pacyfiku, pancerniki typu South Dakota służyły jako eskorta szybkich zespołów lotniskowców, wspierając te oddziały szczególnie ogniem ciężkich dział przeciwlotniczych. Pancerniki wykorzystywały także najcięższe działa w ramach ostrzeliwania celów lądowych i były gotowe do walki w razie ewentualnego ataku pancerników japońskich.
Wszystkie cztery pancerniki typu South Dakota wycofano ze służby po zakończeniu II wojny światowej i nie przewidywano dla nich dalszych zadań. Na początku lat 60. XX wieku, gdy wycofywano stare okręty z floty rezerwowej USS "Massachusetts" i USS "Alabama" zostały przerobione na okręty muzealne, natomiast pozostałe dwie jednostki zostały złomowane.
Jednostki typu South Dakota są uznawane za jedne z najlepszych pancerników "traktatowych" i w swojej klasie tonażowej, jakie kiedykolwiek zostały zbudowane. Szczególne pochwały zbierał doskonały system kierowania ogniem, jaki posiadały te pancerniki. Gdy były w rezerwie, rozważano wiele projektów przebudowy, wliczając w to przebudowę na pancernik rakietowy albo okręt kontroli satelitarnej, ale wszystkie projekty pozostały w fazie planowania. Ich prędkość maksymalna działała na ich niekorzyść (27 węzłów – typ Iowa osiągał 32–35 węzłów, taką samą prędkość osiągały praktycznie wszystkie ciężkie krążowniki ery II wojny światowej). Poprzednikiem okrętów typu South Dakota były pancerniki typu North Carolina, a następcą pancerniki typu Iowa.